# Karin Andersson (seglare)
Karin E Andersson, född 16 januari 1968 i Västerås, är en svensk seglare.

## Mästerskap

### Europajolle
Med E-jolle vann hon VM-guld 1983, 1984 och 1985 i. 1985 vann hon brons inom Dam-VM på IYRU (International Yacht Racing Union, idag World Sailing). 1991 tog Andersson VM-silver efter några års uppehåll i E-jolleklassen. Inom nordiskt mästerskap vann hon guld 1983 och brons 1984. Inom svenskt mästerskap vann hon silver 1982, brons 1983, 1984 och 1985.

### Laser
Med Laser vann hon 1986 silver i världsmästerskap, guld i nordiskt mästerskap samt i svenskt mästerskap.
Matchracing
Andersson var med och tog silver i matchracingens världscup Swedish Match Cup på Marstrand 2001 och 2003, samt guld 2005. Utöver detta blev det ett SM-guld 2003.

## Priser
1983 blev hon Årets kvinnliga seglare och fick Reimerspokalen (utdelat av Svenska Seglarförbundet).
1985 fick hon Gyllene Ankaret (utdelat 1986).
Hon är dotter till Karl-Gunnar Andersson och Kerstin, född Lindahl.